# Bladar
Bladar er det mærke, som bladet efterlader i barken, når det falder af. Bladarret er som regel lysere end barken, fordi det består af nydannet kork. Dette lag af kork havde først den funktion at isolere bladet fra grenen, men efter løvfald virker det som beskyttelse af vækstlaget inde bagved.
Bladarret sidder som regel under knoppen, men andre måder kendes også: Almindelig Platan (Platanus x hispanica) har f.eks. bladarret siddende som en ring rundt om knoppen, og Vellugtende Pibeved (Philadelphus coronarius) skjuler knoppen under arret til langt hen på foråret.